# زخرط مصفر
الزُخْرُط المصفر أو الذُّبَحُ المصفر (باللاتينية: Gagea luteoides) أو الزخرط السوري نوع نباتي يتبع جنس الزخرط من الفصيلة الزنبقية.

## الموطن والانتشار
النبات واطن في بلاد الشام وتركيا والقوقاز.